# Башкирская лесная опытная станция
Башкирская лесная опытная станция — ликвидированная научно-исследовательская лесоводческая станция. Занималась лесовосстановлением, селекцией, гибридизацией и семеноводством лесных культур, защитным лесоразведением и лесозащитой, гидрологией и фенологией лесов, и экономикой лесного хозяйства.
Проводила исследования особенностей лесных зон и экологического состояния лесов Башкирии, и осуществляла разработку нормативно-технической документации (рекомендации по рубкам ухода в лесах; агротехника лесных культур). Также проводили исследования по интродукции кустарниковых и древесных пород, и по научной организации труда в лесном хозяйстве БАССР.

## История
Основана в Уфе в 1931 году на базе лесного отдела Башкирского научно-исследовательского института, которому передан Непейцевский денропарк. Опытная станция и новый дендрарий находились на склоне Тужиловской горы в Глумилино, где для неё построено здание в стиле конструктивизма (улица Радиовышки, 1; снесено в 2020 году), впоследствии переданное Уфимскому лесному техникуму, а в начале Великой Отечественной войны — лётному училищу № 10, а затем, 25 ноября 1941 года — под передатчик эвакуированной из Электростали радиостанции имени Коминтерна РВ-1. К опытной станции также относился Кошкин лес.
С 1932 года подведомственно Наркому лесной промышленности СССР, с 1936 года — Всесоюзному научно-исследовательскому институту лесного хозяйства.
В 1994–2003 годах — самостоятельное государственное учреждение ФГУП «Всероссийский НИИ лесоводства и механизации лесного хозяйства», с 2003 года — его филиал.
С 2011 года — башкирский филиал ФГУП «Рослесинфорг». Филиал ликвидирован в 2012 году.

## Деятельность
С 1931 года Непейцовский дендропарк находился в ведении опытной станции, и служил экспериментально-учебной базой для студентов Башкирского государственного университета, Башкирского сельскохозяйственного института, учащихся техникумов и школ. Основная часть посадок деревьев сделана станцией в 1937–1941 годах. Также в конце 1930–1940-х годов, сотрудниками станции А. М. Берёзиным и Б. Г. Левашовым, здесь выведен башкирский пирамидальный тополь — гибрид итальянского пирамидального тополя и чёрного тополя (осокоря).
В 1930–1950-е годы В. Н. Быстровым, А. В. Письмеровым, А. С. Сахаровой изучались процессы естественного возобновления еловых и пихтовых лесов, В. П. Крайневым — дубовых, Н. С. Антипиным, В. Н. Быстровым, А. М. Зигангировым — сосновых.
В 1930–1980-е годы Д. А. Ильичёвым изучался бархат амурский и орех маньчжурский, Ю. Ф. Косоуровым — защитные овражно-балочные насаждения, в 1930-х годах А. М. Берёзиным — тополей.
В 1960–1970-е годы И. П. Положенцевым, А. Е. Рябчинским проведено лесорастительное и лесохозяйственное районирование Башкирии; М. Э. Муратовым, Р. С. Чурагуловым, Е. П. Яскевичем изучено влияние сплошных рубок на весенний сток с водосборных бассейнов, разработаны нормативы защитных лесных полос вдоль горных рек; И. П. Положенцевым определена возрастная структура горных сосняков, рекомендованы к внедрению постепенные рубки.
В 1960–1970-е годы А. М. Зигангировым изучалось распространение и урожайность дикорастущих плодово-ягодных растений и грибов в лесах Башкирии, и разработаны рекомендации по их плантационному использованию; Ю. Ф. Косоуровым, Р. С. Письмеровой, С. М. Хазиагаевым разработаны рекомендации по размножению и агротехнике плантаций шиповника, И. А. Ибрагимовым, А. Е. Рябчинским разработана система использования липняков для медосбора и в качестве деловой древесины. В 1975–1981 годах Д. В. Амирхановым изучалась биологическая активность диспарлюра и шелкопряда.
В 1976 году станцией, совместно с Министерством лесного хозяйства БАССР, Башкирским научно-исследовательским институтом сельского хозяйства, Башкирским филиалом института «ВолгоНИИгипрозем», разработаны рекомендации по защитному лесовосстановлению в республике.

## Руководство
- 1933–? годы — директор Дмитрий Андреевич Ильичёв
- 1962–1987 годы — директор Искандер Абдрахманович Ибрагимов, работавший на станции с 1960 года
- 25.09.2002–2012 годы — директор Артур Анвартдинович Муфтахов[18]